# حمام میرزا کریم
حمام میرزا کریم مربوط به دوره قاجار است و در قزوین، خیابان مشهد ـ کوچه محمدیه واقع شده و این اثر در تاریخ ۱۶ فروردین ۱۳۷۷ با شمارهٔ ثبت ۱۹۹۶ به‌عنوان یکی از آثار ملی ایران به ثبت رسیده است.